# Striatoguraleus electrinus
Striatoguraleus electrinus é uma espécie de gastrópode do gênero Striatoguraleus, pertencente a família Horaiclavidae.